# Каротидна ендартеректомія
Каротидна ендартеректомія — це хірургічна операція, яка використовується для зниження ризику інсульту внаслідок стенозу сонної артерії. Під час ендартеректомії хірург розтинає артерію та видаляє (ектомія) атеросклеротичну бляшку. Бляшка утворює і потовщує внутрішній (endo-) шар артерії, або інтиму, звідси й назва процедури, яка просто означає видалення частини внутрішніх шарів артерії.
Альтернативною процедурою є каротидне стентування, яке також може знизити ризик інсульту для деяких пацієнтів.

## Медичне використання

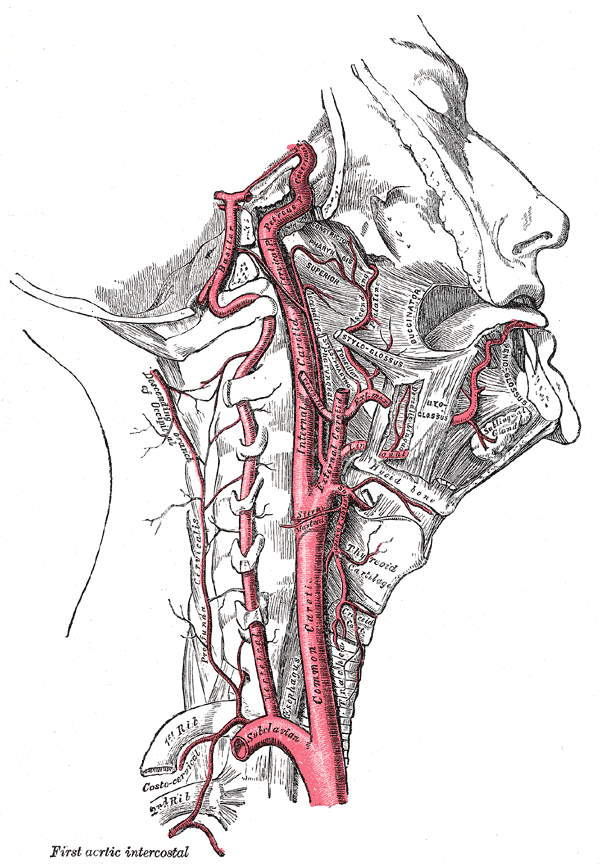
Сонна артерія - це велика вертикальна артерія червоного кольору. Кровопостачання загальної сонної артерії починається від дуги аорти (зліва) або підключичної артерії (справа). Загальна сонна артерія ділиться на внутрішню сонну артерію та зовнішню сонну артерію. У місці розділення часто формуються бляшки.

Каротидна ендартеректомія використовується для зниження ризику інсультів, спричинених стенозом сонної артерії з часом. Стеноз сонної артерії може або мати симптоми (симптомний), або бути виявлений лікарем за відсутності симптомів (безсимптомний). Зниження ризику від ендартеректомії є більшим для пацієнтів із симптомами, ніж безсимптомних.
Каротидна ендартеректомія сама по собі може спричинити інсульт, тому, щоб бути корисним для запобігання інсульту з часом, ризик комбінованої 30-денної смертності та ризику інсульту після операції має бути < 3% для людей без симптомів і ≤ 6% для людей з симптомами. 
Каротидна ендартеректомія не лікує симптоми попередніх інсультів. Чи може каротидна ендартеректомія покращити когнітивні функції у деяких пацієнтів, є невизначеним. 

### Симптомні пацієнти
Люди з симптомами перенесли або інсульт, або транзиторну ішемічну атаку (ТІА), або тимчасову сліпоту (amaurosis fugax).
У симптоматичних пацієнтів зі стенозом 70–99% на кожні шість осіб, які пройшли лікування, можна запобігти одному великому інсульту через два роки (тобто показник NNT становить 6). 
На відміну від безсимптомних, симптоматичні пацієнти з помірним каротидним стенозом (50–69%) мають користь від ендартеректомії, хоча й у меншій мірі, з NNT 22 через п’ять років. Останні дані показали, що нестабільні каротидні атеросклеротичні бляшки є відповідальними за церебральні ішемічні події та симптоми (інсульт або ТІА) у цих пацієнтів.   Крім того, супутні захворювання негативно впливають на результат: люди з кількома медичними проблемами мають вищий рівень післяопераційної смертності, а тому отримують менше користі від процедури. Для досягнення максимальної користі операція має бути проведена відразу після інсульту або ТІА, бажано протягом перших 2 тижнів. 

### Безсимптомні пацієнти
Безсимптомні пацієнти мають звуження сонних артерій, але не мали ТІА чи інсульту. Річний ризик інсульту у пацієнтів із безсимптомною каротидною хворобою становить від 1% до 2%, хоча деякі пацієнти вважаються групою підвищеного ризику, наприклад, пацієнти з виразковими бляшками. Такий низький рівень інсульту означає, що потенційне зниження його ризику внаслідок ендартеректомії у безсимптомних пацієнтів є меншим порівняно з симптомними. Однак для безсимптомних пацієнтів із важким каротидним стенозом (80-99%) каротидна ендартеректомія разом із лікуванням статинами та антитромбоцитарною терапією знижує ризик інсульту більше, ніж лише медикаменти протягом п’яти років після операції. 

## Ускладнення
Найнебезпечнішим ускладненням каротидної ендартеректомії є інсульт. Ризик інсульту під час операції є вищим для пацієнтів із симптомами (3–5%), ніж для безсимптомних (1–3%). 
Ризик кровотечі, інфекції та пошкодження черепних нервів також зростає під час операції. Рідкісним раннім ускладненням після операції є синдром церебральної гіперперфузії, також відомий як синдром реперфузії, який пов’язаний з головним болем і високим кров’яним тиском після операції.
Віддалені ускладнення включають повторний стеноз (рестеноз) місця операції (ендартеректомічного ложа), хоча клінічне значення цього явища для безсимптомних пацієнтів є невизначеним.

## Причини уникати операції
Слід уникати цієї операції при:
- Повному закритті (оклюзії) внутрішньої сонної артерії
- Наявності попереднього повного гемісферного інсульту (ураження півкулі) на стороні стенозу (іпсилатеральній) та важкого (NIHSS>15) неврологічного дефіциту з цієї ділянки мозку, при наявності ризику подальшого інсульту.
- Непридатність до операції через супутні захворювання, яка визнається хірургом або анестезіологом .

Критерії високого ризику ускладнень каротидної ендартеректомії включають наступне:
- Вік ≥80 років
- Застійна серцева недостатність III/IV класу
- Стенокардія III/IV ступеня
- Багатосудинне ураження або ураження лівої головної коронарної артерії
- Необхідність операції на відкритому серці протягом 30 днів
- Фракція викиду лівого шлуночка ≤30%
- Недавній (≤30 днів) інфаркт
- Важке захворювання легень або хронічне обструктивне захворювання легень
- Важкі захворювання нирок
- Високе шийне (С2) або внутрішньогрудне ураження
- Попередня радикальна операція на шиї або променева терапія
- Оклюзія контралатеральної сонної артерії
- Попередня іпсилатеральна каротидна ендартеректомія.
- Пошкодження контралатерального гортанного нерва
- Трахеостома

Стентування сонної артерії є альтернативою каротидної ендартеректомії у випадках, коли ендартеректомія вважається занадто ризикованою.

## Хід операції

Ілюстрація із зображенням каротидної ендартеректомії

Розріз довжиною від 5 до 10 см роблять з боку серединної лінії грудинно-ключично-соскоподібного м'яза. Внутрішня, загальна та зовнішня сонні артерії ретельно ідентифікуються, контролюються судинними петлями та перетискаються. Просвіт внутрішньої сонної артерії розкривають, видаляють речовину атероматозної бляшки. Артерію закривають за допомогою шва з латкою або без неї для збільшення розміру просвіту. Досягається гемостаз. Верхні шари зашивають. Шкіра може бути закрита видимим або невидимим (косметичним) швом. 
У багатьої випадках встановлюють тимчасовий шунт, щоб забезпечити кровопостачання мозку під час процедури. Процедура може проводитися під загальною або місцевою анестезією. Остання дозволяє здійснювати прямий моніторинг неврологічного статусу шляхом інтраопераційного словесного контакту та неврологічної оцінки.  При загальній анестезії необхідно застосовувати непрямі методи оцінки церебральної перфузії. Електроенцефалографія (ЕЕГ), транскраніальний доплерографічний аналіз, церебральна оксиметрія або моніторинг тиску кукси сонної артерії можуть керувати розміщенням шунта. На даний момент все ще тривають дискусії щодо різниці в результатах місцевої та загальної анестезії та методів визначення необхідності шунтування.  Однак застосування місцевої анестезії показує прекрасні результати. 

## Історія
Процедура ендартеректомії була розроблена та вперше виконана португальським хірургом Жоао Сідом дос Сантушем у 1946 році, коли він оперував оклюзію стегнової артерії в Лісабонському університеті.  У 1951 році аргентинський хірург усунув оклюзію сонної артерії за допомогою шунтування. Перша ендартеректомія була успішно виконана американцем Майклом ДеБейкі приблизно в 1953 році в методистській лікарні в Х'юстоні, штат Техас, хоча ця техніка не була описана в медичній літературі до 1975 року.  Перший опис у медичній літературі, був у журналі The Lancet у 1954 році.   Хірургом був Фелікс Істкотт, хірург-консультант і заступник директора хірургічного відділення лікарні Святої Марії, Лондон, Великобританія.  Процедура Істкотта не була суто ендартеректомією, як ми її зараз розуміємо; він вирізав хвору частину артерії, а потім знову з’єднав здорові кінці. Ефективність каротидної ендартеректомії в профілактиці інсульту виявилася після знакового клінічного випробування  очолюваного канадським вченим-клініком доктором Генрі Барнеттом . Відтоді було накопичено докази її ефективності в різних групах пацієнтів. У 2003 році в США було виконано майже 140 000 каротидних ендартеректомій, проте з часом кількість процедур продовжує зменшуватися. 